# Josepha Vallaster-Leibinger
Josepha Vallaster-Leibinger, född 1808, död 1874, var en österrikisk entreprenör.
Hon var dotter till soldaten och frukthandlaren Franz Leibinger och Katharina Bechtold, mor till Eduard Vallaster och Johann Vallaster och farmor till entreprenören Otto v. Furtenbach och historikern Christoph Vallaster. 
Hon föddes i Levis i Bayern. Hon öppnade en textilbutik 1830 och fick tillstånd att handla med kläder, ull, bomull och sidenvaror 1837 i Altenstadt. Hon utvidgade efterhand sin affärsverksamhet och öppnade 1840 den första modeaffären i Feldkirch, och sålde modevaror från Italien och Schweiz till furstendömet Liechtenstein. 